# Neuropéptido

Estructura de un neuropéptido de nueve aminoácidos: la oxitocina la hormona del parto. Cada aminoácido está representado con un color y su respectiva abreviación.

Los neuropéptidos  son moléculas pequeñas, formadas por la unión de tres o más aminoácidos, y son péptidos que muestran acción sobre el sistema nervioso. 
Los neuropéptidos pueden ejercer funciones como neurotransmisores pero también se han descrito como neuromoduladores y neurohormonas.
Los neuropéptidos están relacionados con algunos péptidos que funcionan en la periferia como hormonas, y que también tienen funciones neuronales como neuropéptidos.

La función cerebral de los neuropéptidos puede ser tanto estimulante como inhibidora, produciendo entre otras cosas: analgesia, apetito, saciedad, sueño o ansiedad.

## Características
Se han identificado alrededor de 100 neuropéptidos de fuentes biológicas. Su dimensión puede variar desde dos aminoácidos, como la carnosina, hasta más de 40  como la hormona liberadora de hormona adrenocorticotropa (CRH, del inglés corticotropin-releasing hormone).
| número de aminoácidos | nombre del péptido          | célula productora                                              |
| --------------------- | --------------------------- | -------------------------------------------------------------- |
| . . 3 aa              | TRH                         | parvocelulares del núcleo Paraventricular                      |
| ... 9 aa              | Oxitocina                   | Magnocelulares de los núcleos supraópticos y paraventriculares |
| ... 9 aa              | Vasopresina                 | Magnocelulares de los núcleos supraópticos y paraventriculares |
| ..11 aa               | Sustancia P                 | intestino, células enterocromafines                            |
| ..14 aa               | Somatostatina               |                                                                |
| ..22 aa               | Motilina                    | estómago, células enterocromafines/M.                          |
| ..28 aa               | Ghrelina                    | estómago, células endócrinas P/D1.                             |
| ..36 aa               | Polipéptido pancreático PPY | páncreas, célula PP/F.                                         |
| ..36 aa.              | Neuropéptido Y NPY          |                                                                |
| ..36 aa.              | Péptido YY PYY              | íleon y colon, células L.                                      |
| ..39 aa               | ACTH                        |                                                                |
| ..41 aa               | CRH                         |                                                                |
| ..44 aa               | GHRH                        |                                                                |
| 198 aa                | Prolactina                  |                                                                |
| ... 5 aa              | Encefalina                  |                                                                |
| .16-30 aa             | Endorfina                   |                                                                |

## Clasificación
Los neuropéptidos (neuromoduladores o cotransmisores) se pueden dividir en grupos:
- Factores de liberación hipotalámicos (TRH, CRH, somatostatina)
- Péptidos hipofisiarios (ACTH, oxitocina, prolactina, ...)
- Péptidos del aparato digestivo (Sustancia P, Polipéptido pancreático, Motilina, Péptido YY, GLP-1, Oxintomodulina, Glicentina )
- Neuropéptido Y, (NPY)[4]
- Grupo de los opiáceos y relacionados (endorfinas, encefalinas, angiotesina II)

## Funciones
Las funciones de los neuropéptidos son diversas, actúan en:
- mecanismos nerviosos del aprendizaje y la memoria
- regulacíón de la ingesta de comida y bebida
- comportamiento sexual
- control del dolor
- control de la presión arterial

Los neuropéptidos intestinales que funcionan como hormonas endocrinas son la gastrina, la secretina, el glucagón y la motilina.
El polipéptido pancreático (PPY) y el péptido YY (PYY) están constituidos por 36 aminoácidos cada uno y pertenecen a la misma familia proteica que NPY, pero al contrario de este, tienen un efecto anorexigénico.